# NGC 3775
NGC 3775 је лентикуларна галаксија у сазвежђу Пехар која се налази на NGC листи објеката дубоког неба.
Деклинација објекта је - 10° 38' 17" а ректасцензија 11h 38m 26,7s. Привидна величина (магнитуда) објекта NGC 3775 износи 13,8 а фотографска магнитуда 14,7. NGC 3775 је још познат и под ознакама MCG -2-30-12, PGC 36055.